# Храм Святителя Николая на Щепах
Храм Святи́теля Никола́я на Ще́пах (Церковь Николы на Щепах, Николощеповская церковь) — православный храм в районе Арбат города Москвы, на углу Первого Смоленского и Второго Николощеповского переулков, в сотне метров к западу от Садового кольца и станции метро «Смоленская» Филёвской линии.

## История
История храма берёт начало с 1649 года, когда на этом месте была построена деревянная церковь, которая, наподобие множества других московских православных храмов, была освящена в честь святого Николая Мирликийского. В том же столетии деревянный храм сгорел, а на его месте на средства прихожан в 1686 году был сооружён новый каменный храм. Как и старая деревянная церковь, храм именовался «на Щепах» по местности, называемой тогда Щепы, так как неподалёку располагался Государев дровяной (Щепной) двор, где изготавливались срубы для деревянных дворцовых зданий.

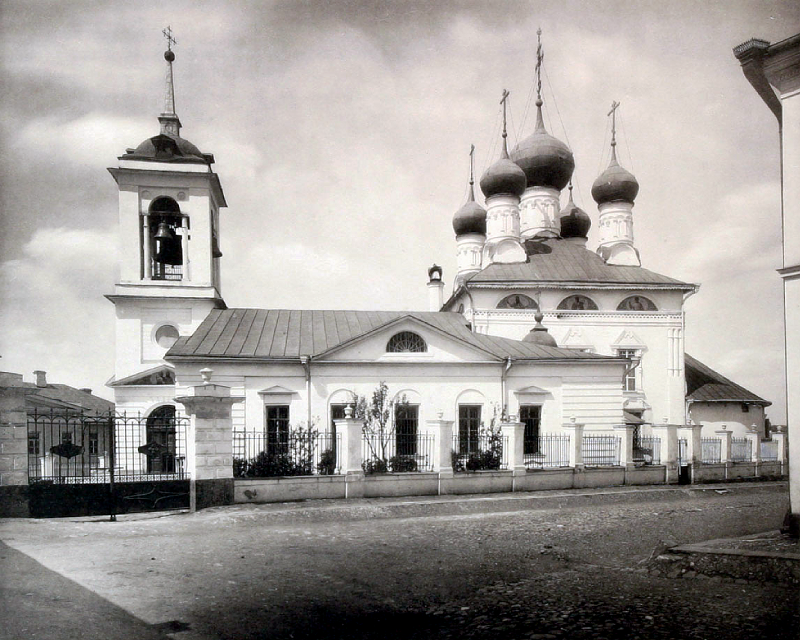
Храм Николая на Щепах, 1883 год

Дополнительно к главному престолу св. Николая Чудотворца в 1773 в трапезной храма был устроен придел Симеона Богоприимца и Анны Пророчицы (в 1884 году перенесён в сооружённую для него пристройку).
Во время пожара Москвы 1812 года церковь Николая Чудотворца на Щепах серьёзно пострадала, впоследствии здание было восстановлено на народные средства, при этом к существующему приделу прибавился второй, освящённый во имя апостолов Петра и Павла. Кроме того, в 1813 году сооружена сохранившаяся поныне колокольня. В 1882 году по проекту архитектора Н. И. Финисова был построен северный придел церкви.

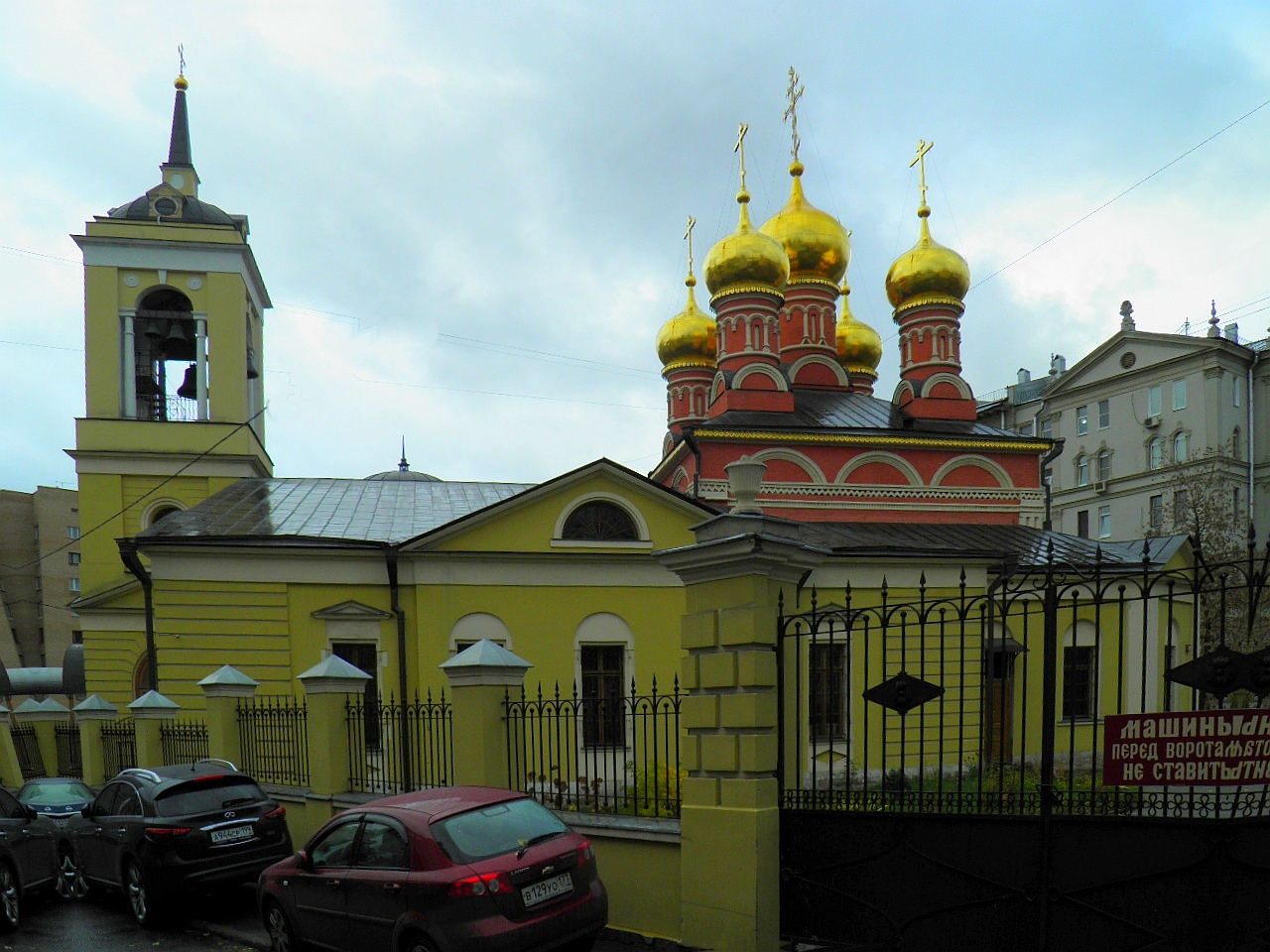
Храм в 2011 году

В 1934 году храм был закрыт для богослужений, а несколькими годами позже разграблен и перестроен почти до неузнаваемости, при этом были снесены купола и верхняя часть колокольни, а также ликвидировано церковное кладбище. Внутренние помещения храма были перестроены под производственные цеха, где в годы Великой Отечественной войны был налажен выпуск боеприпасов, а в мирное время вплоть до 1990-х годов располагался завод производственного объединения «Художественная гравюра».
В 1993 году здание было возвращено церкви. Богослужения возобновлены в 1994 году, а с 1999 по 2002 год проходила масштабная реконструкция здания с восстановлением башен, куполов и колокольни. В 2008 году завершены работы по восстановлению иконостаса храма, и 22 апреля 2008 г. состоялось малое (иерейское) освящение основного придела храма.
В 2009 году завершились работы по росписи бокового придела в честь правв. Симеона Богоприимца и Анны Пророчицы, и 17 мая 2014 года состоялось его малое (иерейское) освящение. В настоящее время продолжается роспись основного придела.
По храму Николая на Щепах не позднее XIX века были названы существующие поныне Первый и Второй Николощеповские переулки, а также Третий Николощеповский переулок, который в 1957 году был переименован в проезд Шломина.

## Духовенство
- Протоиерей Стефан Пристая — настоятель храма;
- Священник Кирилл Даниличев;
- Диакон Владислав Соколов[1].

## Святыни
- Икона святителя Николая, архиепископа Мир Ликийского, Чудотворца.
- Икона Живоначальной Троицы.
- Табынская икона Божией Матери[2].